# Cravagliana
Cravagliana är en ort och kommun i provinsen Vercelli i regionen Piemonte, Italien. Kommunen hade 250 invånare (2018).